# Internazionali d'Italia 2019 - Qualificazioni singolare femminile
Le qualificazioni del singolare degli Internazionali d'Italia 2019 sono state un torneo di tennis preliminare per accedere alla fase finale della manifestazione. Le vincitrici dell'ultimo turno sono entrate di diritto nel tabellone principale. In caso di ritiro di una o più giocatrici aventi diritto a queste sono subentrate le lucky loser, ossia le giocatrici che hanno perso nell'ultimo turno ma che avevano una classifica più alta rispetto alle altre partecipanti che avevano comunque perso nel turno finale.

## Teste di serie
1. Maria Sakkarī (qualificata)
2. Amanda Anisimova (ultimo turno, Lucky loser)
3. Alizé Cornet (qualificata)
4. Ons Jabeur (ultimo turno)
5. Wang Yafan (primo turno)
6. Dar'ja Gavrilova (primo turno)
7. Rebecca Peterson (qualificata)
8. Ekaterina Aleksandrova (primo turno)

1. Tatjana Maria (primo turno)
2. Mónica Puig (ultimo turno)
3. Kristina Mladenovic (qualificata)
4. Margarita Gasparjan (primo turno, ritirata)
5. Andrea Petković (ultimo turno)
6. Aleksandra Krunić (primo turno)
7. Tamara Zidanšek (qualificata)
8. Pauline Parmentier (primo turno)

## Qualificate
1. Maria Sakkarī
2. Kristina Mladenovic
3. Alizé Cornet
4. Tamara Zidanšek

1. Polona Hercog
2. Irina-Camelia Begu
3. Rebecca Peterson
4. Mona Barthel

### Lucky loser
1. Amanda Anisimova

## Tabellone

### Legenda
| - Q = Qualificato - WC = Wild card - LL = Lucky loser | - ALT = Alternate - SE = Special Exempt - PR = Protected Ranking | - w/o = Walkover - r = Ritirato - d = Squalificato |

### Sezione 1
|  | Primo turno | Primo turno     | Primo turno     | Primo turno | Primo turno |  |  | Ultimo turno | Ultimo turno    | Ultimo turno    | Ultimo turno | Ultimo turno |  |
|  |             |                 |                 |             |             |  |  |              |                 |                 |              |              |  |
|  | 1           | Maria Sakkarī   | Maria Sakkarī   | 6           | 6           |  |  |              |                 |                 |              |              |  |
|  |             | Vera Zvonarëva  | Vera Zvonarëva  | 4           | 2           |  |  | 1            | Maria Sakkarī   | Maria Sakkarī   | 6            | 7            |  |
|  | WC          | Georgia Brescia | Georgia Brescia | 4           | 3           |  |  | 13           | Andrea Petković | Andrea Petković | 2            | 5            |  |
|  | 13          | Andrea Petković | Andrea Petković | 6           | 6           |  |  |              |                 |                 |              |              |  |

### Sezione 2
|  | Primo turno | Primo turno         | Primo turno         | Primo turno | Primo turno |  |  | Ultimo turno | Ultimo turno        | Ultimo turno        | Ultimo turno | Ultimo turno |  |
|  |             |                     |                     |             |             |  |  |              |                     |                     |              |              |  |
|  | 2           | Amanda Anisimova    | Amanda Anisimova    | 6           | 7           |  |  |              |                     |                     |              |              |  |
|  |             | Anastasija Potapova | Anastasija Potapova | 2           | 5           |  |  | 2            | Amanda Anisimova    | Amanda Anisimova    | 1            | 4            |  |
|  | Alt         | Fiona Ferro         | Fiona Ferro         | 64          | 2           |  |  | 11           | Kristina Mladenovic | Kristina Mladenovic | 6            | 6            |  |
|  | 11          | Kristina Mladenovic | Kristina Mladenovic | 7           | 6           |  |  |              |                     |                     |              |              |  |

### Sezione 3
|  | Primo turno | Primo turno       | Primo turno       | Primo turno | Primo turno |  |  | Ultimo turno | Ultimo turno      | Ultimo turno      | Ultimo turno | Ultimo turno |  |
|  |             |                   |                   |             |             |  |  |              |                   |                   |              |              |  |
|  | 3           | Alizé Cornet      | 6                 | 2           | 6           |  |  |              |                   |                   |              |              |  |
|  |             | Magda Linette     | 4                 | 6           | 3           |  |  | 3            | Alizé Cornet      | Alizé Cornet      | 6            | 7            |  |
|  |             | Kristýna Plíšková | Kristýna Plíšková | 6           | 6           |  |  |              | Kristýna Plíšková | Kristýna Plíšková | 4            | 64           |  |
|  | 14          | Aleksandra Krunić | Aleksandra Krunić | 3           | 2           |  |  |              |                   |                   |              |              |  |

### Sezione 4
|  | Primo turno | Primo turno         | Primo turno         | Primo turno | Primo turno |  |  | Ultimo turno | Ultimo turno    | Ultimo turno    | Ultimo turno | Ultimo turno |  |
|  |             |                     |                     |             |             |  |  |              |                 |                 |              |              |  |
|  | 4           | Ons Jabeur          | Ons Jabeur          | 6           | 6           |  |  |              |                 |                 |              |              |  |
|  |             | Sara Sorribes Tormo | Sara Sorribes Tormo | 0           | 2           |  |  | 4            | Ons Jabeur      | Ons Jabeur      | 3            | 64           |  |
|  | WC          | Lucrezia Stefanini  | Lucrezia Stefanini  | 5           | 3           |  |  | 15           | Tamara Zidanšek | Tamara Zidanšek | 6            | 7            |  |
|  | 15          | Tamara Zidanšek     | Tamara Zidanšek     | 7           | 6           |  |  |              |                 |                 |              |              |  |

### Sezione 5
|  | Primo turno | Primo turno       | Primo turno   | Primo turno | Primo turno |  |  | Ultimo turno | Ultimo turno      | Ultimo turno | Ultimo turno | Ultimo turno |  |
|  |             |                   |               |             |             |  |  |              |                   |              |              |              |  |
|  | 5           | Wang Yafan        | Wang Yafan    | 2           | 4           |  |  |              |                   |              |              |              |  |
|  |             | Polona Hercog     | Polona Hercog | 6           | 6           |  |  |              | Polona Hercog     | 7            | 4            | 6            |  |
|  |             | Viktorija Golubic | 4             | 6           | 6           |  |  |              | Viktorija Golubic | 5            | 6            | 4            |  |
|  | 9           | Tatjana Maria     | 6             | 3           | 0           |  |  |              |                   |              |              |              |  |

### Sezione 6
|  | Primo turno | Primo turno         | Primo turno         | Primo turno | Primo turno |  |  | Ultimo turno | Ultimo turno       | Ultimo turno       | Ultimo turno | Ultimo turno |  |
|  |             |                     |                     |             |             |  |  |              |                    |                    |              |              |  |
|  | 6           | Dar'ja Gavrilova    | 6(1)                | 6           | 2           |  |  |              |                    |                    |              |              |  |
|  |             | Irina-Camelia Begu  | 7                   | 2           | 6           |  |  |              | Irina-Camelia Begu | Irina-Camelia Begu | 6            | 6            |  |
|  | WC          | Anastasia Grymalska | Anastasia Grymalska | 4           | 2           |  |  | 10           | Mónica Puig        | Mónica Puig        | 2            | 4            |  |
|  | 10          | Mónica Puig         | Mónica Puig         | 6           | 6           |  |  |              |                    |                    |              |              |  |

### Sezione 7
|  | Primo turno | Primo turno          | Primo turno          | Primo turno | Primo turno |  |  | Ultimo turno | Ultimo turno     | Ultimo turno     | Ultimo turno | Ultimo turno |  |
|  |             |                      |                      |             |             |  |  |              |                  |                  |              |              |  |
|  | 7           | Rebecca Peterson     | Rebecca Peterson     | 6           | 6           |  |  |              |                  |                  |              |              |  |
|  |             | Veronika Kudermetova | Veronika Kudermetova | 4           | 2           |  |  | 7            | Rebecca Peterson | Rebecca Peterson | 7            | 7            |  |
|  |             | Samantha Stosur      | Samantha Stosur      | 3           |             |  |  |              | Samantha Stosur  | Samantha Stosur  | 5            | 5            |  |
|  | 12          | Margarita Gasparjan  | Margarita Gasparjan  | 1           | r           |  |  |              |                  |                  |              |              |  |

### Sezione 8
|  | Primo turno | Primo turno            | Primo turno | Primo turno | Primo turno |  |  | Ultimo turno | Ultimo turno       | Ultimo turno       | Ultimo turno | Ultimo turno |  |
|  |             |                        |             |             |             |  |  |              |                    |                    |              |              |  |
|  | 8           | Ekaterina Aleksandrova | 3           | 6           | 4           |  |  |              |                    |                    |              |              |  |
|  | Alt         | Mona Barthel           | 6           | 3           | 6           |  |  | Alt          | Mona Barthel       | Mona Barthel       | 6            | 6            |  |
|  | WC          | Cristiana Ferrando     | 6           | 0           | 6           |  |  | WC           | Cristiana Ferrando | Cristiana Ferrando | 3            | 4            |  |
|  | 16          | Pauline Parmentier     | 4           | 6           | 3           |  |  |              |                    |                    |              |              |  |